# Matthijs Freudenthal

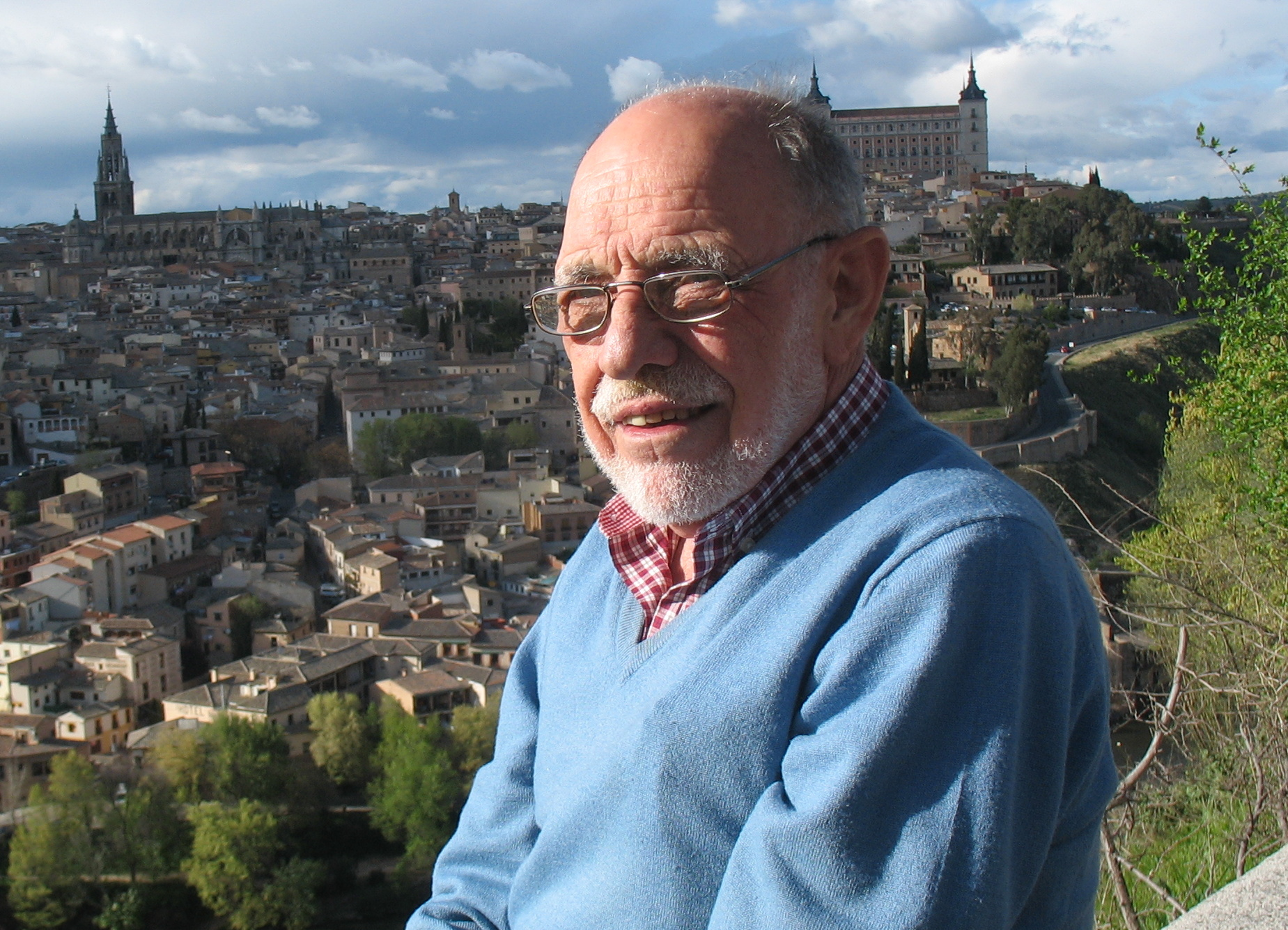
Matthijs Freudenthal in Toledo, Spanien (2014)

Matthijs Freudenthal (* 7. September 1937 in Amsterdam), auch Matías Freudenthal geschrieben, ist ein niederländischer Paläontologe und Geologe, der sich auf Kleinsäuger des Känozoikums, insbesondere auf Wühler und Bilche, spezialisiert hat.

## Leben
Freudenthal ist der Sohn von Hans Freudenthal, einem renommierten Mathematiker. Seine ersten paläontologischen Arbeiten führten ihn 1957 nach Spanien, wo er noch als Student mit Gustav Heinrich Ralph von Koenigswald (von der Universität Utrecht) und Miquel Crusafont i Pairó (vom Paläontologischen Museum von Sabadell) zusammenarbeitete. Im Jahr 1960 begann er mit den Studien für seine Doktorarbeit über die Wühler des spanischen Miozäns in der Calatayud-Teruel-Senke, mit der er 1963 promoviert wurde.
Von 1963 bis 1968 lehrte er an der Universität Utrecht und von 1968 bis 2002 war er Kurator am Rijksmuseum van Geologie en Mineralogie in Leiden. Von 2005 bis 2009 war er wissenschaftlicher Mitarbeiter an der Abteilung für Stratigraphie und Paläontologie der Universität Granada.
1969 entdeckte Freudenthal in Zusammenarbeit mit Cornelis Beets und Hendrik Schalke, Kollegen vom Rijksmuseum, mehrere sedimentäre fossile Karstablagerungen aus dem Miozän in Kalksteinbrüchen aus dem Mesozoikum auf der Halbinsel Gargano zwischen Apricena und Poggio Imperiale, Italien, wobei sie schnell den Gigantismus einiger Kleinsäuger bemerkten. Im selben Jahr kehrten sie an die Fundorte zurück und dehnten die Probenentnahme in Zusammenarbeit mit dem Geologischen Institut von Bari aus, wobei die Arbeiten für weitere zwei Jahre fortgesetzt wurden. Basierend auf dem gesammelten Material beschrieb Freudenthal 1972 den Riesenigel Deinogalerix, 1976 die fossile Mäuse-Gattung Mikrotia, 1985 drei Arten der Wühlergattung Hattomys und zusammen mit Remmert Daams die Bilchgattung Stertomys, von der er 2006 auch zwei neue Arten in Zusammenarbeit mit Elvira Martín-Suárez beschrieb. Weitere von Freudenthal beschriebene Arten sind Cricetulodon bugesiensis, Cricetulodon hartenbergeri, Cricetulodon lucentensis, Muscardinus meridionalis, Blarinoides aliciae, Archaeodesmana baetica, Eomyops noeliae, Vasseuromys rambliensis, Vasseuromys bergasensis, Cricetus polgardiensis und Cricetus kormosi.

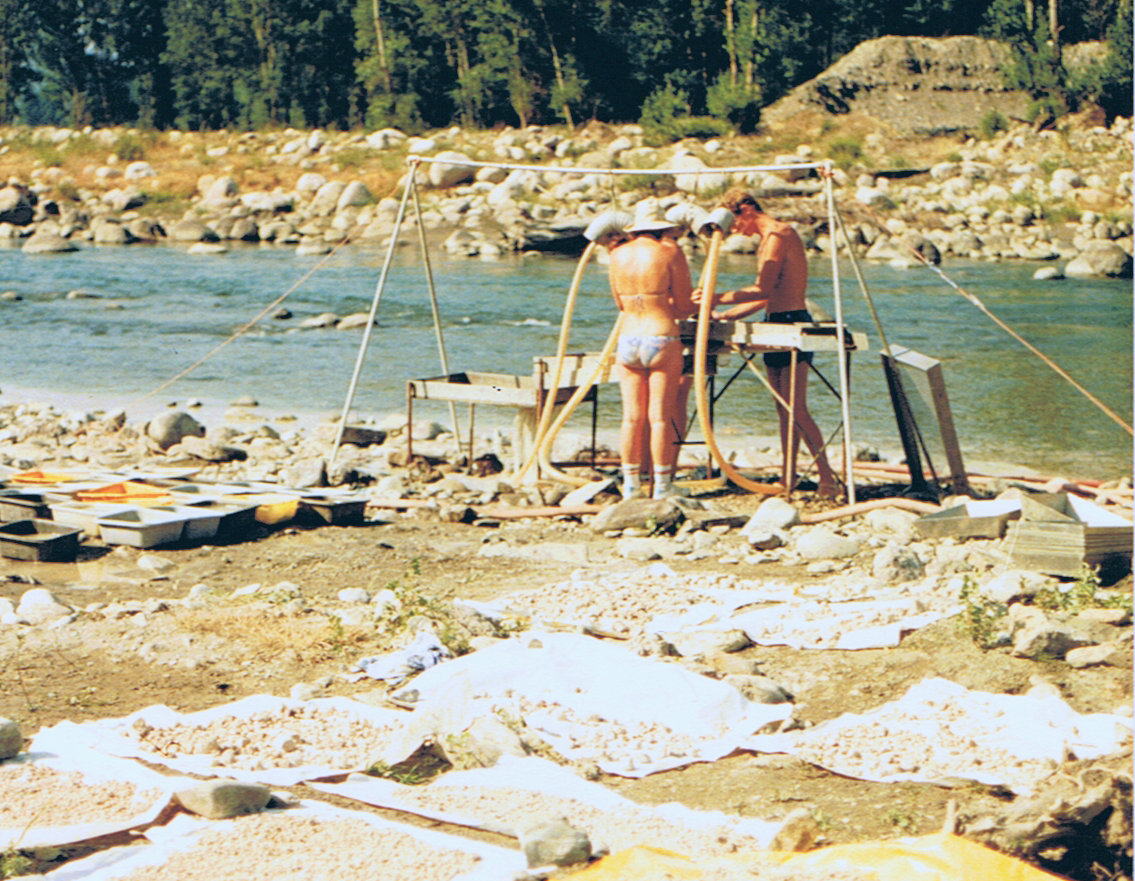
Eine von Freudenthal entwickelte Sieb-Wasch-Vorrichtung, die heute noch weltweit von Fossiliensammlern verwendet wird

In den frühen 1970er Jahren war er an der Gestaltung und Programmierung der geologischen Datenbank des Sammlungsregisters des Rijksmuseum van Geologie en Mineralogie für mehr als 200.000 Exemplare beteiligt. Zwischen 1970 und 1977 nahm er an Ausgrabungen in der pleistozänen Fundstelle von Tegelen (Niederlande) teil, um die Kenntnisse über die damals noch sehr wenig bekannten Nagetiere und Insektenfresser der Fundstelle zu erweitern. Zu diesem Zweck entwarf Freudenthal ein neues System zur Konzentrierung der Proben durch Sieben, das es ermöglichte, große Sedimentvolumen zu verarbeiten und dabei fast 5000 Mahlzähne von Insektenfressern, Nagetieren, Fledermäusen und Hasenartigen zu erhalten.
Im April 1975 fand in München das International Symposium on Mammalian Stratigraphy on the European Tertiary statt, bei dem die Notwendigkeit der Schaffung einer stratigraphischen Grundlage für die damals festgelegte Säugetier-Zonierung (MN-Zonen) angesprochen wurde. Die stratigraphischen Sukzessionen der Calatayud-Teruel-Senke boten die Gelegenheit, mindestens eine chronostratigraphische Einheit für kontinentale Ablagerungen des mittleren Miozäns, das Aragonium, zu bestimmen.
Auf der Grundlage der bereits in den Vorjahren erzielten Ergebnisse waren Daams, Freudenthal und Anne van de Weerd mit der Definition der neuen chronostratigraphischen Einheit des Aragoniums (benannt nach der autonomen Region Aragonien) beauftragt. Die Arbeit wurde in Zusammenarbeit mit den Paläontologen Emiliano Aguirre, damals Professor an der Universität Saragossa, und Nieves López Martínez von der Universität Madrid durchgeführt und 1977 formell veröffentlicht.
1987 veröffentlichten Daams, Freudenthal und Álvarez-Sierra die formelle Definition einer neuen chronostratigraphischen Einheit, dem Ramblium.
Ab 1990 widmete sich Freudenthal anderen Projekten, insbesondere dem Turolium von Crevillente (Valencia), dem Oligozän von Montalbán (Teruel) sowie der Datierung der känozoischen Becken im Nordwesten der Iberischen Halbinsel (As Pontes, Sarria, El Bierzo, Boinas und Oviedo).

## Dedikationsnamen
Nach Freudenthal sind die fossilen Taxa Deinogalerix freudenthali, Fahlbuschia freudenthali, Freudenthalia, Garganeothus freudenthali, Hoplitomeryx matthei, Ligerimys freudenthali, Hispanomys freudenthali und Megacricetodon freudenthali benannt.